# 5 мікрорайон
5 мікрорайон (крим. 5 mikrorayonı) — мікрорайон на заході міста Севастополя, у Гагарінському районі.

## Опис
Розташований у центрі Гагарінського району у західній частині міста.
Молодий і спальний район міста, що розвивається. Забудований багатоповерховими будинками, також є приватний сектор і садові товариства.
Основні напрямки — вул. Молодих будівельників, Вулиця Шевченка, Вулиця Маринеско, вул. Косарєва. Основними локальними центрами, де спостерігаються значні людські та транспортні потоки — Центр «Новус», Шевченківський ринок, центр «Метро».
Транспортна доступність — задовільна, проходить маршрут мікроавтобусів.